# Gạch không nung

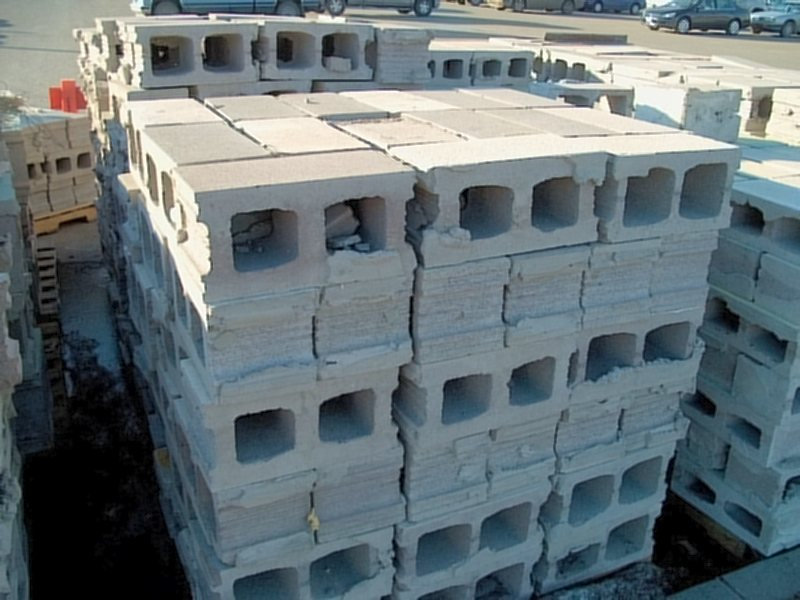
Một pallet gạch không nung "8 inch"

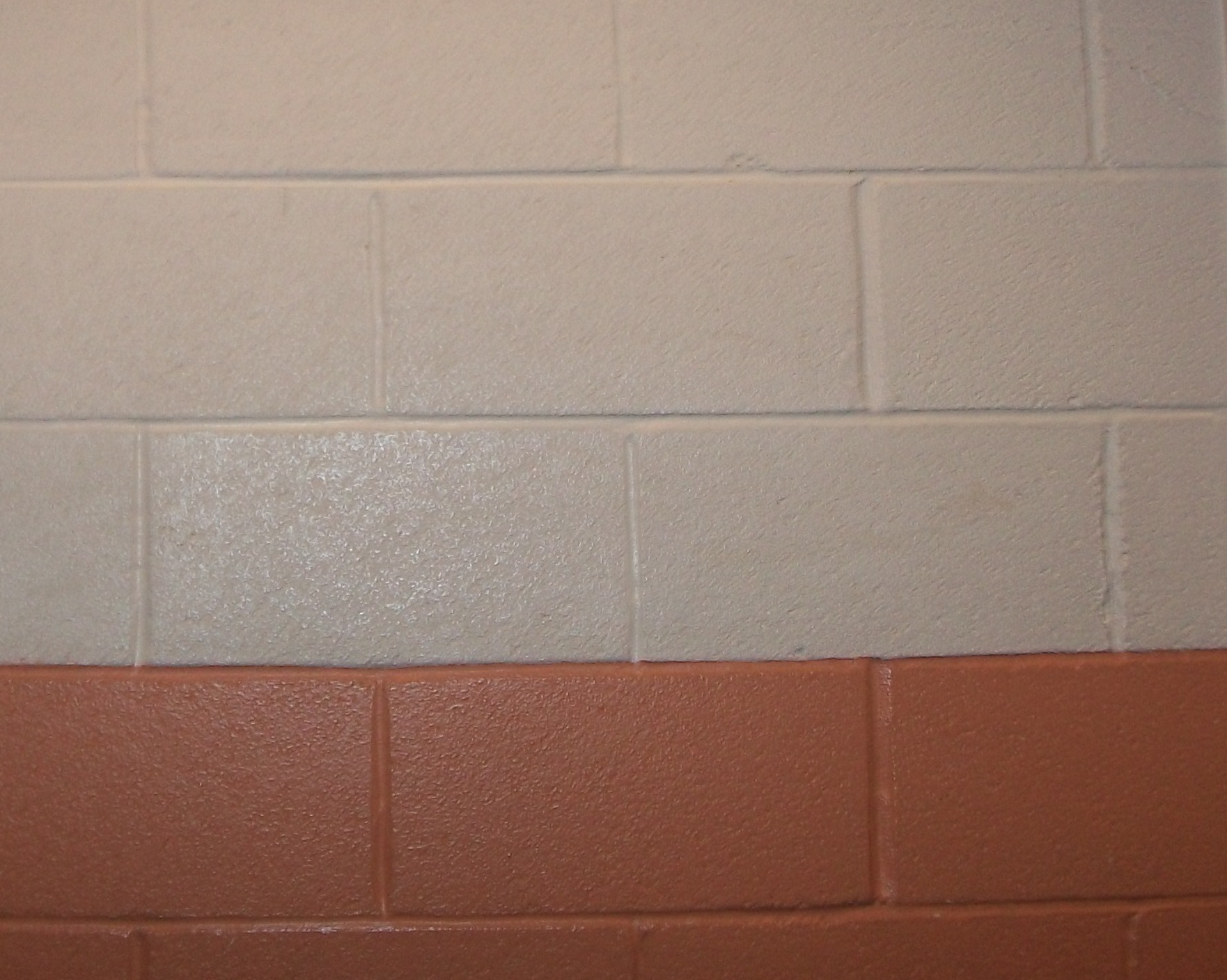
Tường nội thất làm từ gạch không nung được sơn

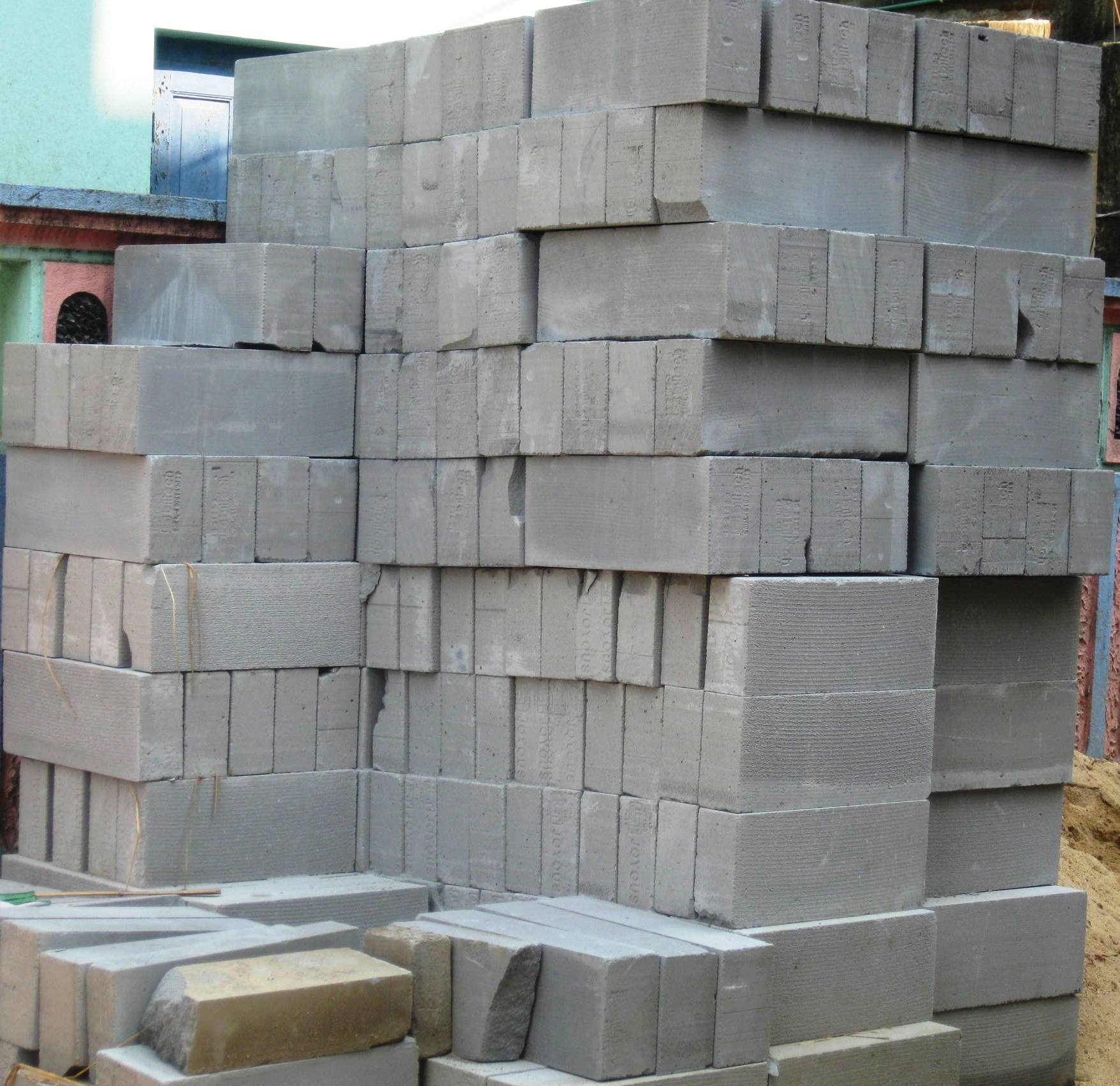
Gạch không nung xây dựng

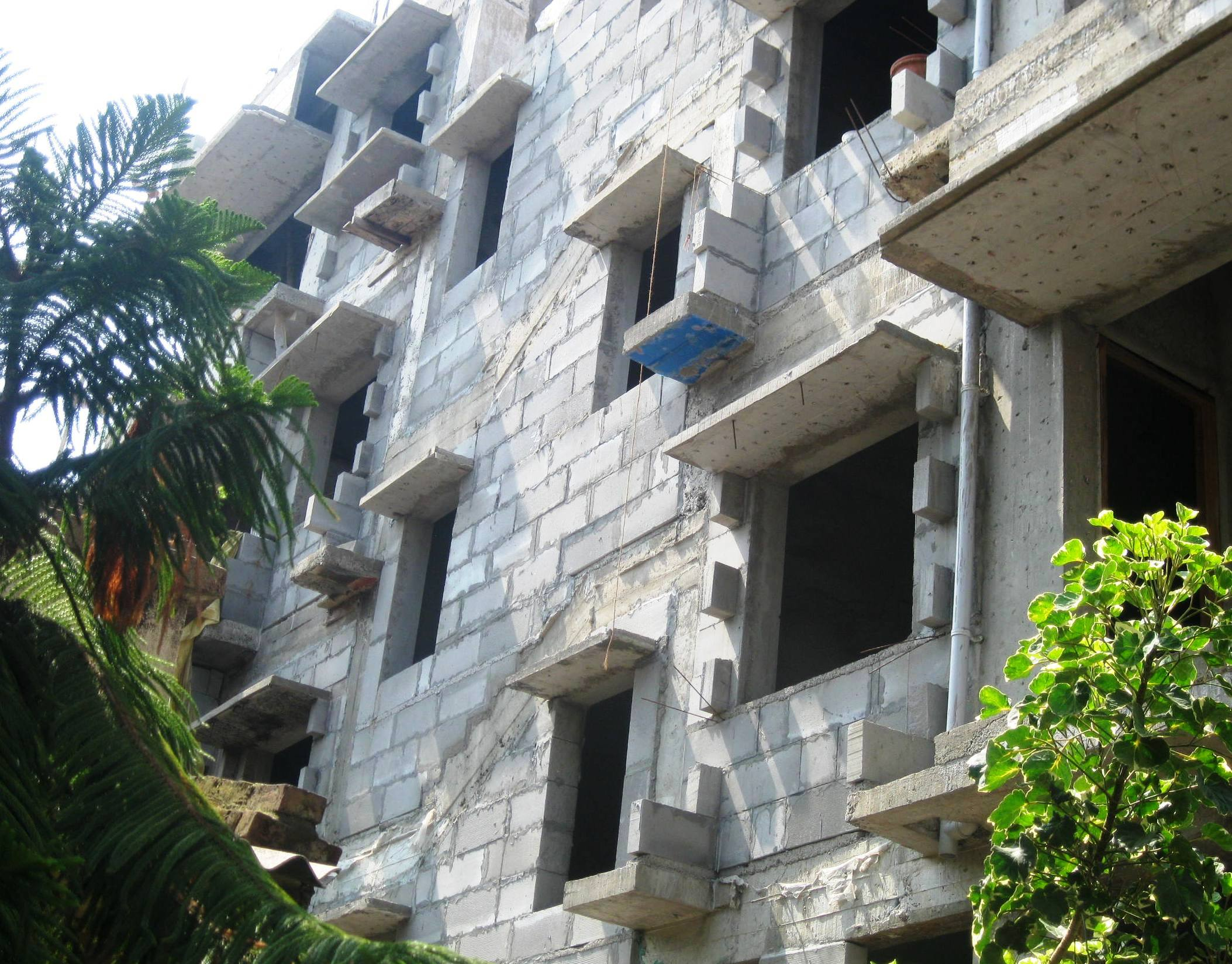
Một tòa nhà xây bằng gạch không nung

Gạch không nung hay gạch block là loại gạch hình chữ nhật tiêu chuẩn dùng trong xây dựng. Việc sử dụng loại gạch này giúp xây dựng công trình theo kiểu truyền thống với các hàng gạch xếp chồng lên nhau.
Gạch không nung có thể có lỗ rỗng để giảm trọng lượng, tăng khả năng cách nhiệt và tạo không gian để đổ bê tông, giúp tường chắc chắn hơn sau khi hoàn thành. Gạch không nung là một trong những vật liệu xây dựng linh hoạt nhất hiện nay, cho phép tạo ra nhiều kiểu dáng khác nhau.

## Tên gọi
Loại gạch sử dụng tro (tro bay hoặc tro đáy) làm vật liệu chính gọi là "gạch xỉ" ở Hoa Kỳ. Còn tên "gạch thông gió" xuất phát từ "breeze", ám chỉ tro nhỏ và bụi xỉ sinh ra khi than cháy không hết. Ở Hoa Kỳ, "gạch thông gió" còn dùng để chỉ loại gạch trang trí cho tường ngoài, giúp thông thoáng gió, đặc trưng cho thiết kế hiện đại giữa thế kỷ 20 do Edward Durrell Stone phổ biến.
Tại Úc, loại gạch này thường gọi là besser blocks dựa theo tên Besser Company, nhà sản xuất máy làm gạch bê tông lớn. Ngoài ra, chúng còn gọi là gạch xám hoặc đơn vị bê tông xây dựng (CMUs).
Gạch clinker sử dụng clinker, là tro sinh ra từ tạp chất trong các khoáng sản như than, đá vôi và quặng sắt, còn gọi là xỉ.

## Thành phần
Gạch không nung làm từ bê tông đúc gồm xi măng portland và cốt liệu, thường là cát và sỏi nhỏ, dùng cho các khối có độ nén cao. Ở miền tây Hoa Kỳ, sỏi đá nham thạch xốp thường được dùng để giảm trọng lượng, đồng thời tạo hiệu ứng trang trí cho các loại gạch như gạch mặt xẻ với màu đỏ và đen đặc trưng. Các khối nhẹ hơn có thể sử dụng chất thải công nghiệp như tro bay hoặc tro đáy làm cốt liệu.
Các vật liệu tái chế như thủy tinh tái chế, xi măng xỉ hoặc cốt liệu tái chế cũng thường được sử dụng trong sản xuất gạch. Những vật liệu này giúp tạo ra bề mặt gạch khác nhau, như bề mặt hoàn thiện kiểu terrazzo, và có thể giúp công trình đạt chứng nhận LEED.
Các khối gạch nhẹ cũng có thể được sản xuất từ bê tông khí chưng áp và được dùng nhiều trong xây dựng ở Phần Lan, các nước Scandinavia và Trung Âu, nhờ khả năng cách nhiệt tốt. Các khối gạch từ cốt liệu đất sét mở rộng cũng rất phổ biến.

## Kích thước và cấu trúc
Gạch không nung có nhiều kích thước tiêu chuẩn, phổ biến nhất là các loại dày "4 inch", "6 inch", "8 inch" và "12 inch". Ở Mỹ, gạch không nung thường có kích thước danh nghĩa dài 16 inch và rộng 8 inch. Kích thước thực tế nhỏ hơn khoảng 3/8 inch để tạo khoảng trống cho lớp vữa dày 3/8 inch khi xây các viên gạch chồng lên nhau. Ở Ireland và Anh, gạch thường có kích thước 440 x 215 x 100 mm không tính mạch vữa. Ở Úc, New Zealand và Canada, gạch thông dụng có kích thước 390 x 190 x 190 mm.
Lõi của gạch thường có thiết kế mở rộng về phía trên để tạo bề mặt lớn hơn cho việc trải lớp vữa và giúp dễ dàng di chuyển. Hầu hết gạch không nung có hai lõi, tuy nhiên cũng có loại ba hoặc bốn lõi. Các lõi này giúp lắp thép gia cố, tăng cường độ bền cho tường. Khi bơm vữa vào các khoang gạch chứa thép, tường gạch không nung sẽ trở nên vững chắc hơn trước các tác động ngang như gió hoặc động đất. Lõi gạch cũng có thể được lấp bằng xốp EPS (xốp polystyrene) để tăng khả năng cách nhiệt, đáp ứng yêu cầu về tiết kiệm năng lượng theo tiêu chuẩn Mỹ.
Ngoài ra, có các loại gạch đặc biệt để phục vụ các mục đích xây dựng cụ thể. Gạch chữ U hoặc gạch khoét lõi có các rãnh cho phép lắp dầm liên kết hoặc dầm ngang, với thép gia cố và vữa được bơm vào để giữ chắc chắn. Gạch có rãnh ở đầu, gọi là "gạch khung cửa", giúp cố định cửa vào tường. Gạch có rãnh cuối hỗ trợ việc tạo các khe giãn nở và chèn vật liệu đệm giữa các khối gạch không sử dụng vữa. Một số loại gạch có bo tròn các góc, thường được gọi là "bullnose". Ngoài ra, còn có nhiều mẫu gạch trang trí khác.
Gạch không nung cũng có thể trộn với các cốt liệu đặc biệt để tạo ra màu sắc hoặc bề mặt hoàn thiện. Một số gạch có bề mặt độc đáo khi xẻ đôi từ các khối gạch hai lõi hoặc khối đặc; những loại này được gọi là gạch "split-rib" hoặc "split-face". Một số gạch được khía các đường rãnh để tạo hình giống với các mô-đun gạch nhỏ hơn. Ví dụ, một khối gạch 8 x 16 inch có thể được khía ở giữa để trông như hai khối gạch 8 x 8 inch, với các rãnh được lấp vữa để tạo mạch giống như thật.

## Sử dụng
Gạch không nung khi kết hợp với cốt thép thường được dùng làm tường chịu lực trong các công trình xây dựng, gọi là "cấu trúc gạch không nung" (CBS). Một kiểu nền móng phổ biến cho nhà ở ngoại ô Mỹ là "nền móng không gian thu hẹp", sử dụng tường gạch không nung bao quanh để đỡ các thanh gỗ sàn. Tường chắn cũng có thể xây bằng gạch không nung theo hai cách: thứ nhất là dùng các khối gạch lùi dần từng lớp, đặt trên nền cát không cần vữa hay cốt thép (tường trọng lực); thứ hai là dùng gạch với nền bê tông, có cốt thép và vữa (tường cọc). Ngoài ra, gạch không nung còn được dùng nhiều làm tường ngăn cháy và tường phân chia bền chắc trong các công trình như trường học. Gạch cũng được sử dụng làm tường ngoài để lắp đặt hệ thống cách nhiệt và chống thấm, như xốp cứng và lớp phủ ngoài như vữa, thép, gạch hoặc gạch mặt xẻ.

## Đặc tính
Tường gạch không nung có thể không cần vữa, có vữa một phần hoặc toàn bộ. Khi có vữa, tường sẽ bền chắc hơn. Cốt thép có thể được lắp theo chiều dọc và ngang trong tường để tăng sức chịu lực. Những ô có cốt thép cần bơm vữa để tạo sự liên kết giữa thép và tường. Vì vậy, trong các khu vực có nguy cơ động đất cao, người ta chỉ cho phép dùng tường có vữa toàn bộ. Quy chuẩn xây dựng ở Mỹ hướng dẫn kỹ sư sử dụng gạch không nung cho kết cấu là "Quy chuẩn và thông số kỹ thuật cho cấu trúc gạch xây" của Ủy ban Tiêu chuẩn Gạch xây (TMS 402/602-16).
Độ chịu nén của gạch không nung và tường xây từ khoảng 500 đến 5000 psi (khoảng 3,4 đến 34 MPa), tùy thuộc vào loại bê tông, cách xếp gạch, loại vữa và tường có chịu lực hay không.